# Castellers de la Vila de Gràcia

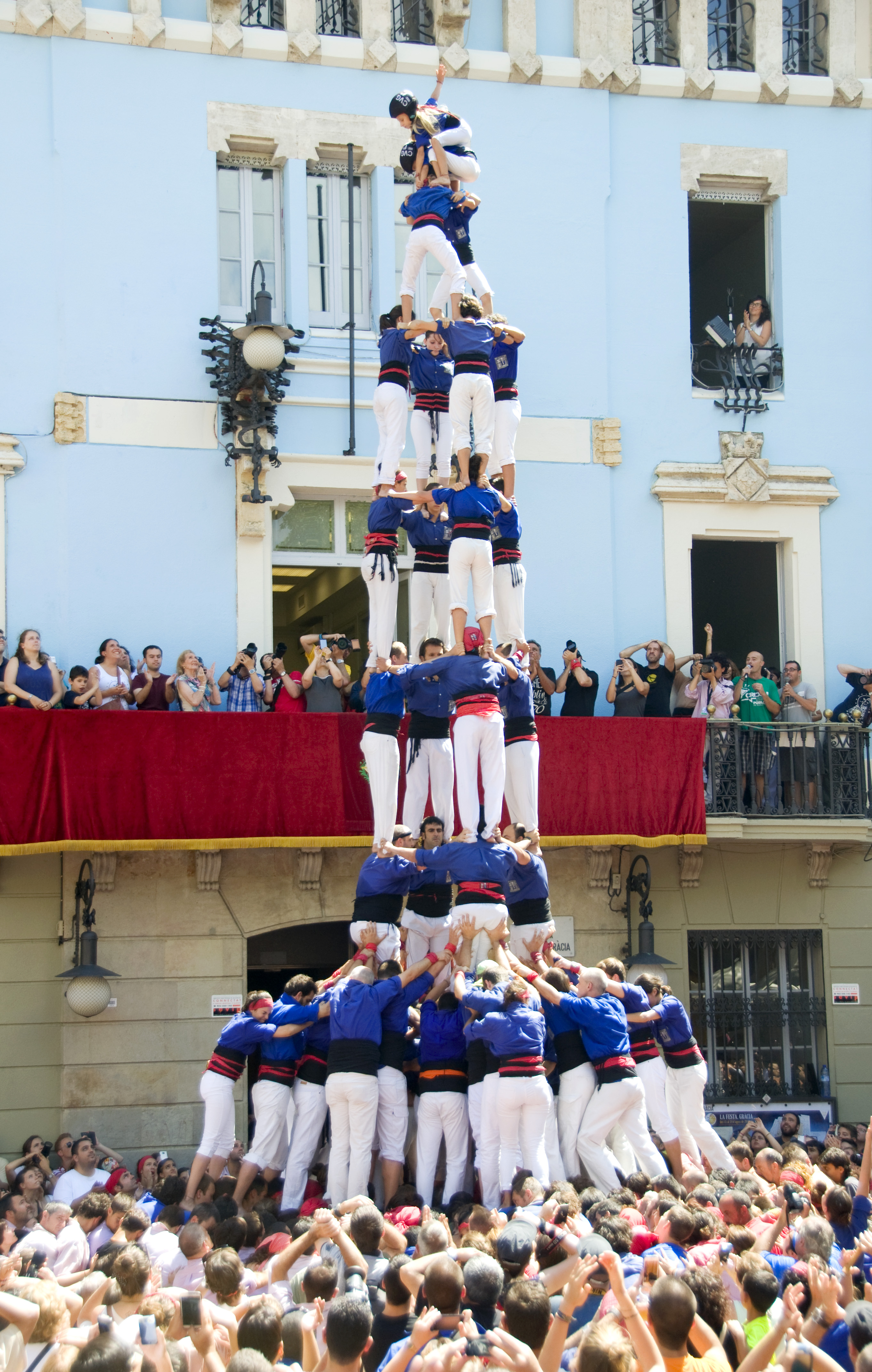
První 4 de 9 amb folre (2014)

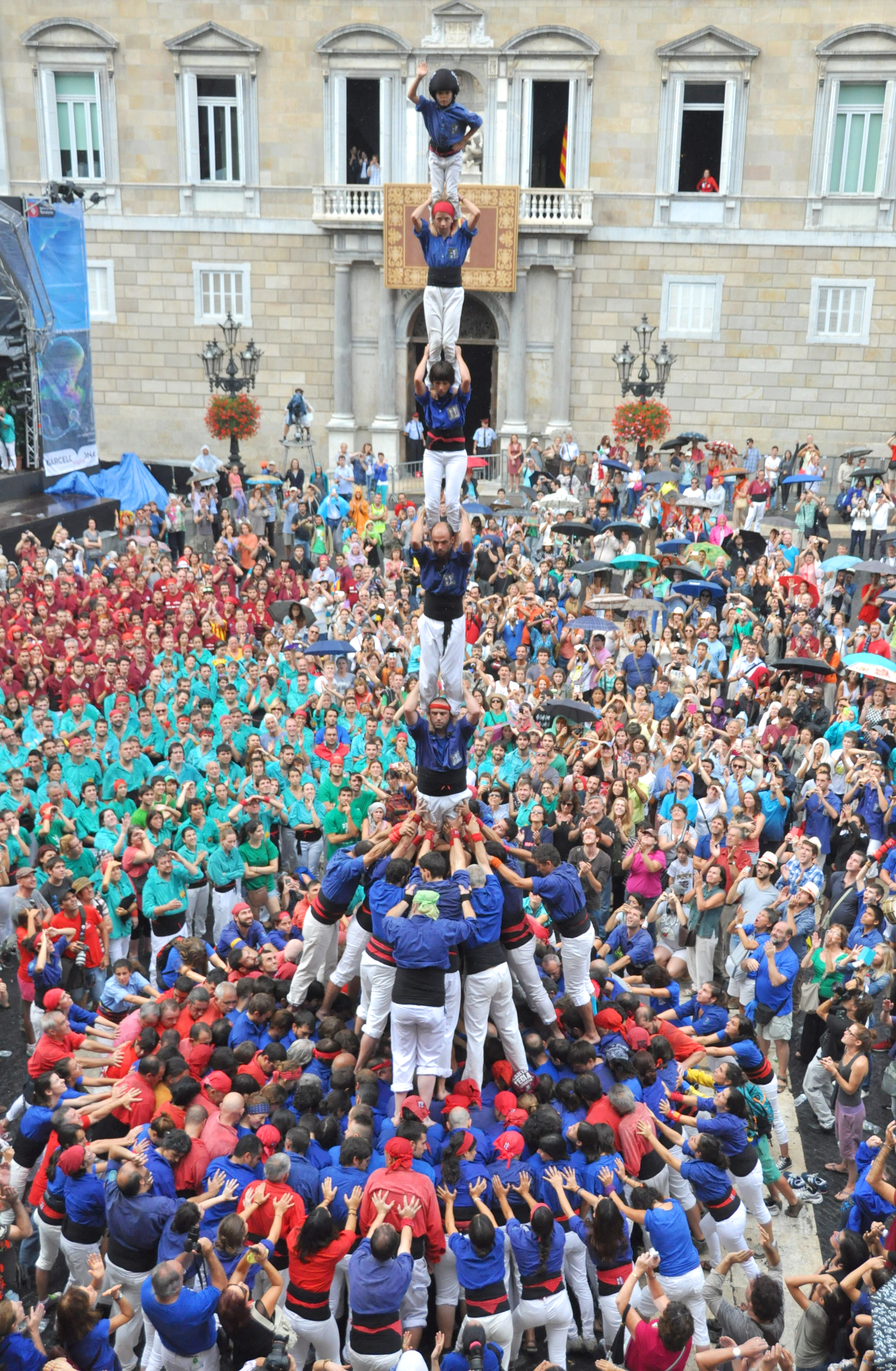
Pilar de 7 amb folre (2014)

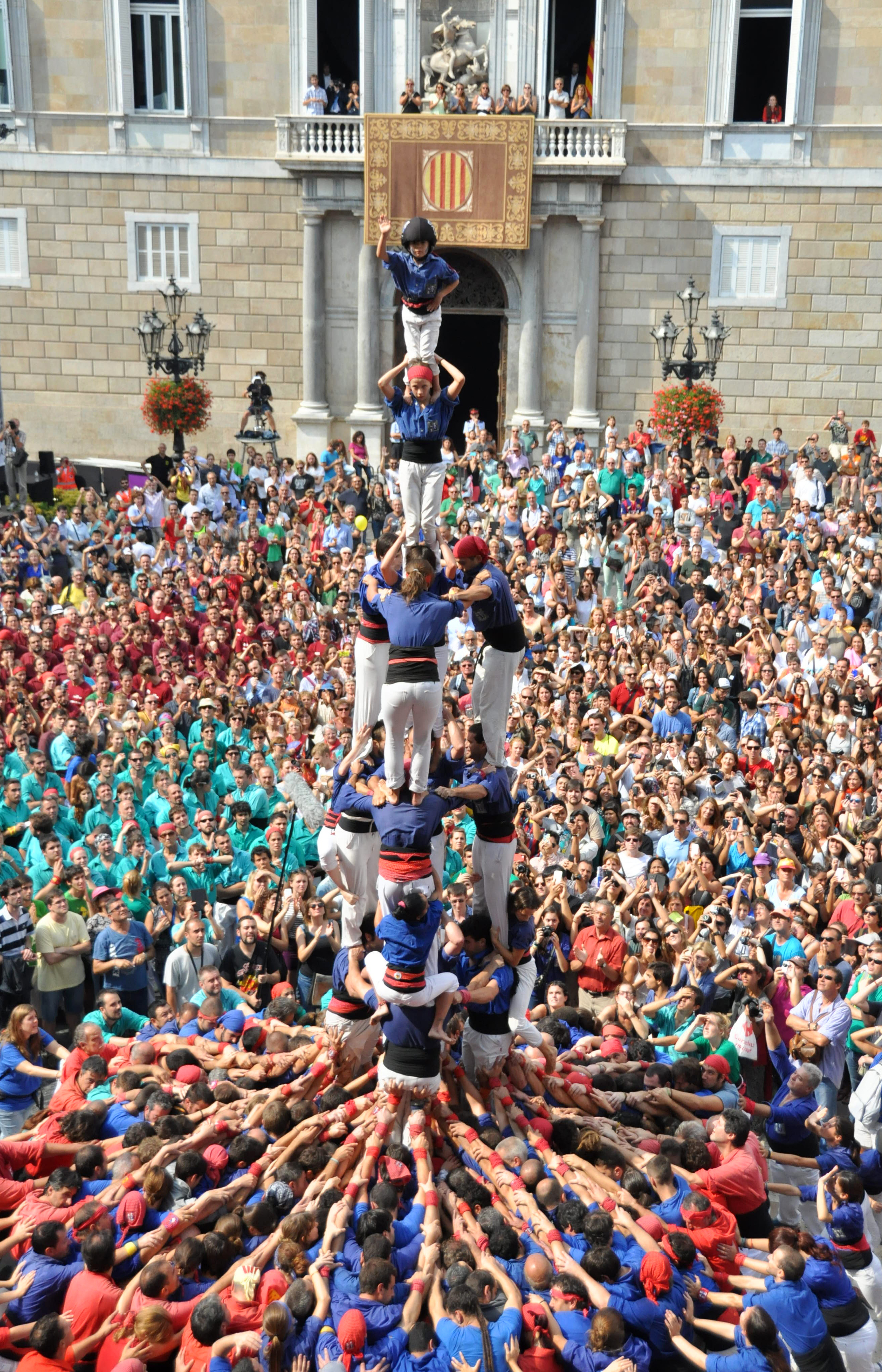
3 de 8 amb l'agulla

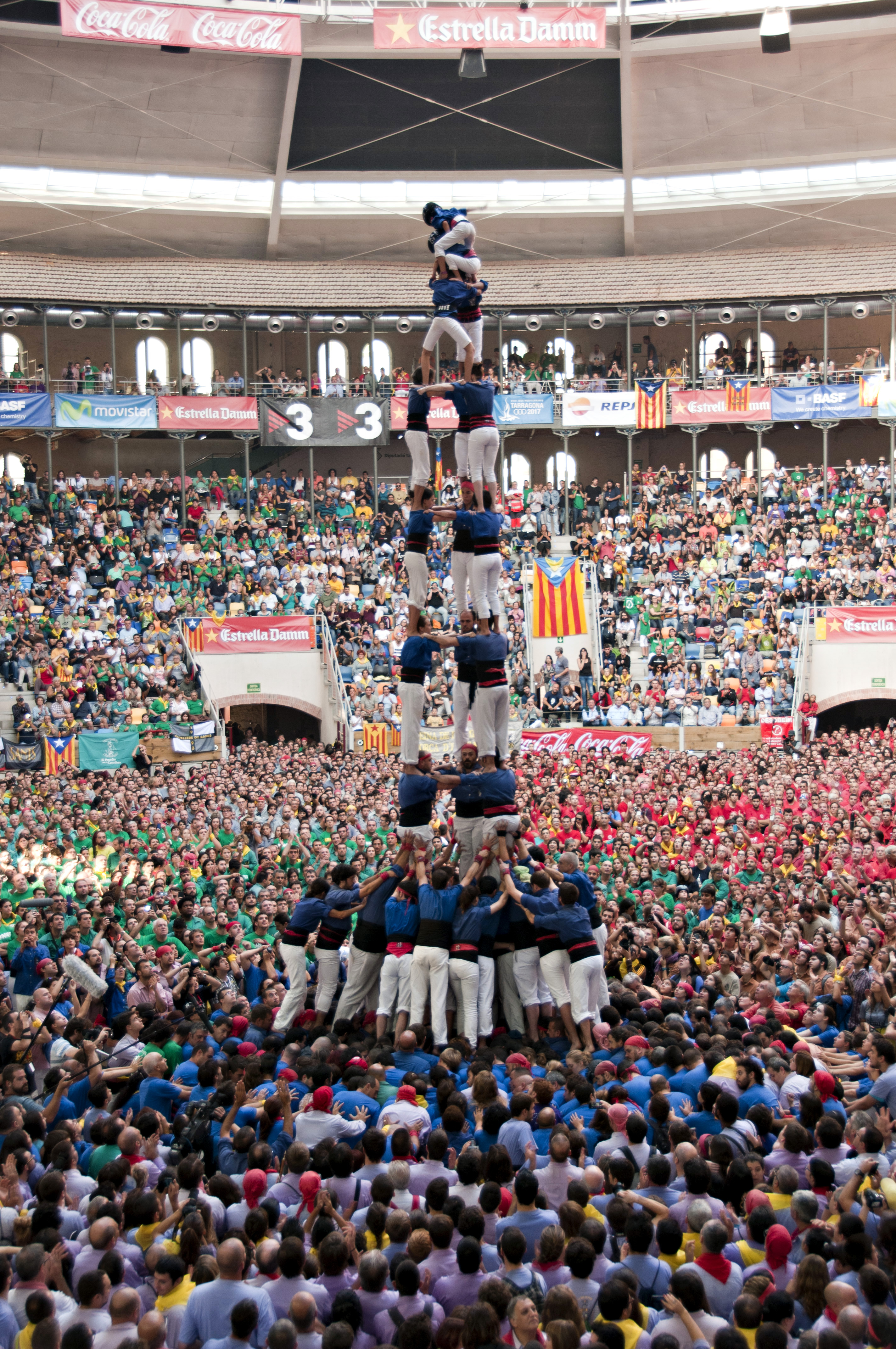
3 de 9 amb folre (Concurs v Tarragoně, 2014)

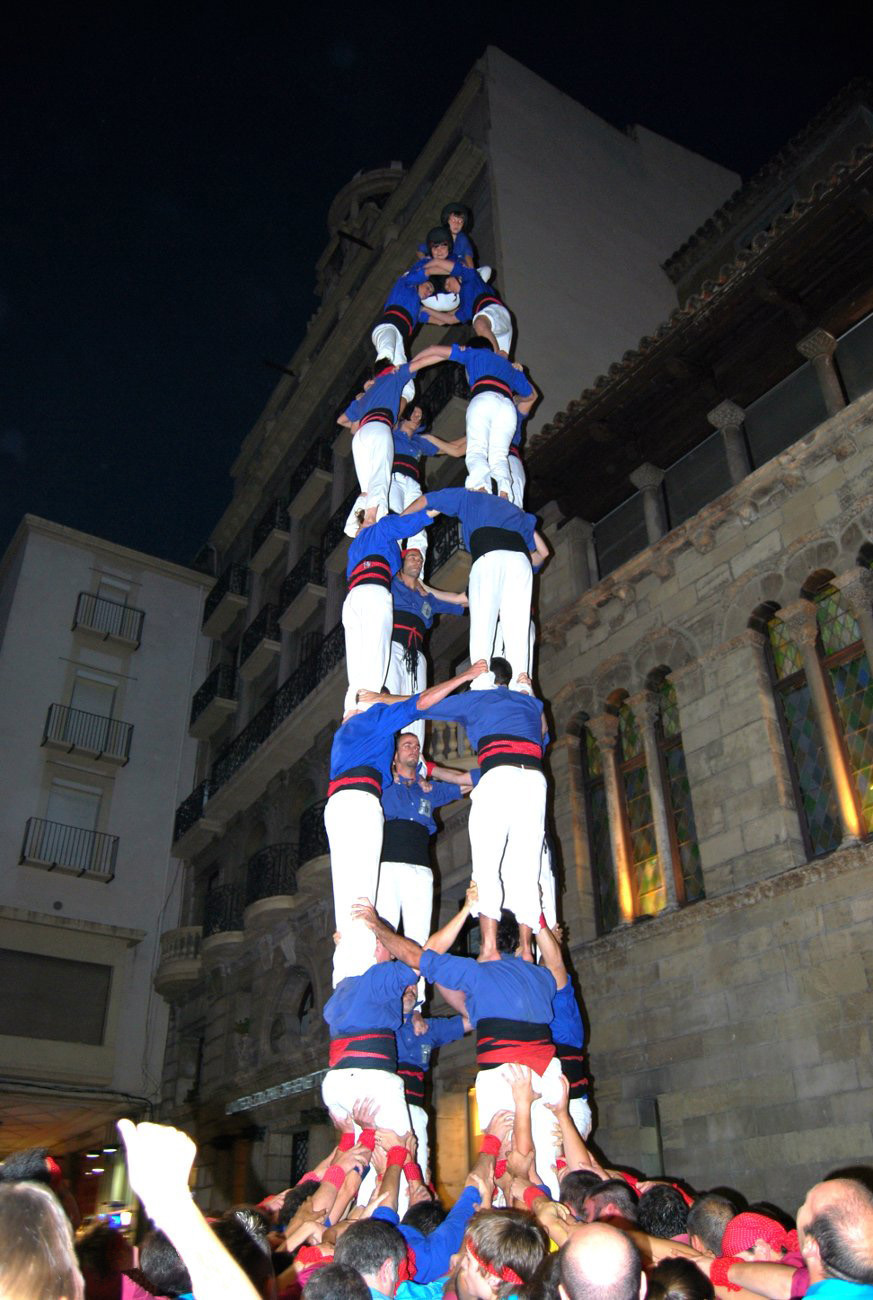
4 de 8 v podání Castellers de Vila de Gràcia ve městě Lleida (24-10-2009)

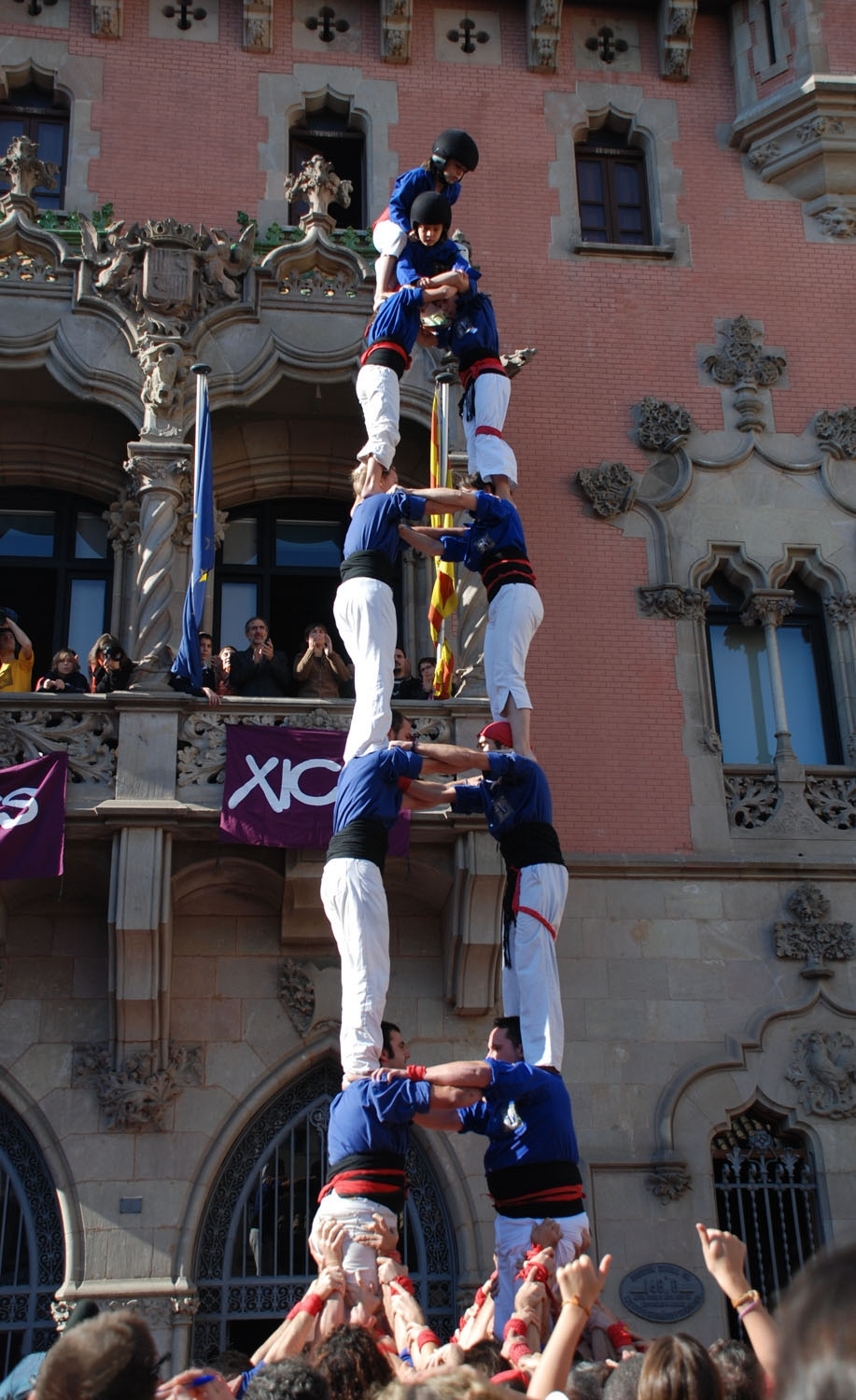
2 de 7 týmu Castellers de la Vila de Gràcia v Granollers (listopad 2007)

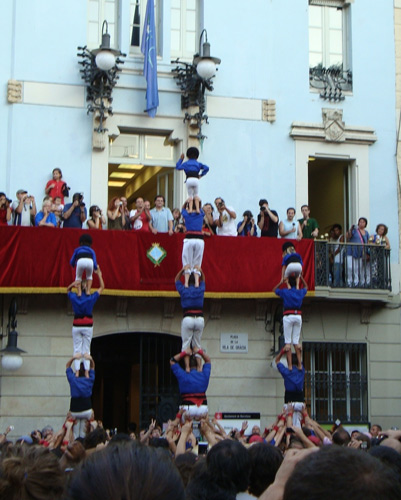
Vano de cinc v podání Castellers de la Vila de Gràcia na náměstí Plaça de la Vila de Gràcia během slavnost
i Diada de Festa Major (22/08/2009)

Castellers de la Vila de Gràcia jsou dobrovolným spolkem castellers (čti kastejers) z Vila de Gràcia, založeným v roce 1996 za účelem stavět lidské věže. V katalánštině se pro tým castellers používá slovo colla (čti koja), jehož význam odkazuje na skupinu přátel.
První 4 de 8 (4 de 8, neboli 4 krát 8, je věž o 8 patrech, přičemž patro je tvořeno 4 osobami) byla tímto týmem sestavena (sestavit věž znamená postavit ji a následně rozebrat, aniž by spadla) 17. srpna 2003 na náměstí Plaza de la Vila de Gràcia v rámci slavností Festa Major de Gràcia.
Historicky nejpovedenější vystoupení, známé jako Tripleta Gracienca, se skládalo z 3 de 9 amb folre, 4 de 9 amb folre, 3 de 8 amb agulla a dále Pilar de 7 amb folre a událo se u příležitosti Diada Castellera de la Mercè dne 24.10. 2014.[
Castellers de Vila de Gràcia se od roku 2002 pravidelně účastní soutěže ve stavění věží Concurs de castells, která se pořádá každé dva roky v Tarragoně, a to v letech 2002, 2004, 2006 a 2008, 2010, 2012 a 2014. V roce 2014 dosáhla historického úspěchu, a to umístění na 5. místě.
Obecně je tento tým znám jako colla dels blaus (modrá colla) díky barvě své košile, nebo jako colla dels estudiants (colla studentů), jelikož vždy bylo tradicí, že mládež tvořila jeho součást.

## Historie

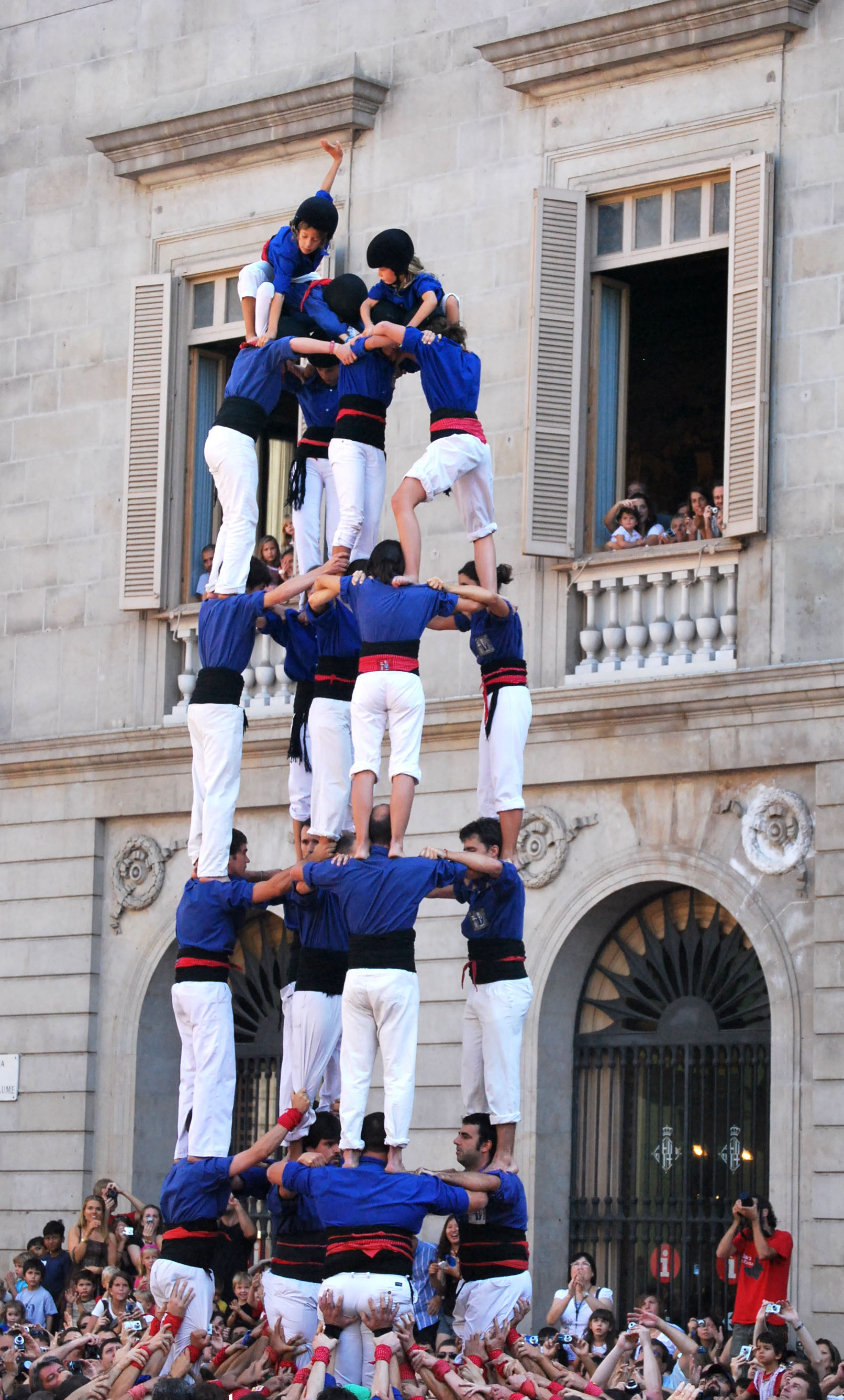
5 de 7 během slavnosti Diada de La Mercè (24/09/2009)

Lidské věže nejsou v Gracii žádnou novinkou. První historické odkazy se datují již od konce 19. století až do počátku 30. let 20. století. Kolem roku 1890 vznikla colla tvořena obyvateli pocházejícími z oblasti Camp de Tarragona, kteří byli nuceni se přestěhovat z důvodu krize způsobené révokazem, tzv. Xiquets de Gràcia. Tito noví obyvatelé Villa de Gracia, která v té době netvořila součást Barcelony, se tak ocitli v prostředí příhodném pro rozvoj castellerské činnosti ve formě lokálního kolektivu. Existují důkazy, že tento kolektiv byl aktivní již v období od 80. let 19. století, mezi lety 1900 a 1910, a také během druhého desetiletí 20. století. Většina vystoupení se konala v průběhu slavností Fiesta Mayor de Gracia.

### Počátky
Historie současných Castellers de Vila de Gràcia se započala na počátku 90. let 20. století, kdy skupina mladých lidí, zapojených do kulturního dění této populární čtvrti Barcelony a zapálených pro stavbu lidských věží, začíná přemýšlet o vytvoření vlastního týmu castellers. Tento nápad nabývá konkrétní podoby na první schůzi v říjnu 1996, kde se o něm poprvé začíná jednat. Vše nakonec vyústilo v první zkoušku, která se konala 23. listopadu téhož roku na náměstí Plaza del Sol, a které se zúčastnilo na třicet lidí.
První veřejné vystoupení tohoto nového týmu castellers se konalo v únoru 1997 v rámci slavností Santa Eulalia na náměstí Plaza de Sant Jaume v Barceloně, kde postavili dva pillars de 4 (pillar de 4, neboli pilíř o 4, má čtyři patra, přičemž na každé patro připadá jedna osoba. Jedná se o nejjednodušší možnou konstrukci, kterou může tým castellers sestavit). První vystoupení na náměstí Plaza de la Vila de Gràcia, které je považováno za jejich domácí prostředí, se konalo 4. března 1997. Vystoupení se zúčastnilo kolem šedesáti lidí a bylo sestaveno několik základních konstrukcí.

### První lidské věže
Do světa stavění lidských věží oficiálně vstoupili 4. května roku 1997, kdy poprvé, za podpory týmů Castellers de Terrassa, Castellers de Sants a Castellers de Sant Andreu de la Barca, úspěšně sestavili věž o šesti patrech. Toto rané období bylo obdobím velkých vzestupů i pádů. Celoroční práce však nakonec přinesla své ovoce, když se 23. listopadu podařila konstrukce věže o sedmi patrech: 4 de 7.

### Přechod odvěžío 7 patrech k 8
Během následujících let se colla z Grácie dále vyvíjela a etablovala se jako colla sedmi. To platilo až do 6. října 2002, kdy za účelem 19. ročníku soutěže ve stavění věží v Tarragoně (XIX Concurs de castells de Tarragona), poprvé slavnostně sestavila 4 de 8, čemuž navíc předcházela úspěšná konstrukce 2 de 7 v předešlém kole.

### Konsolidace jakocollaosmi

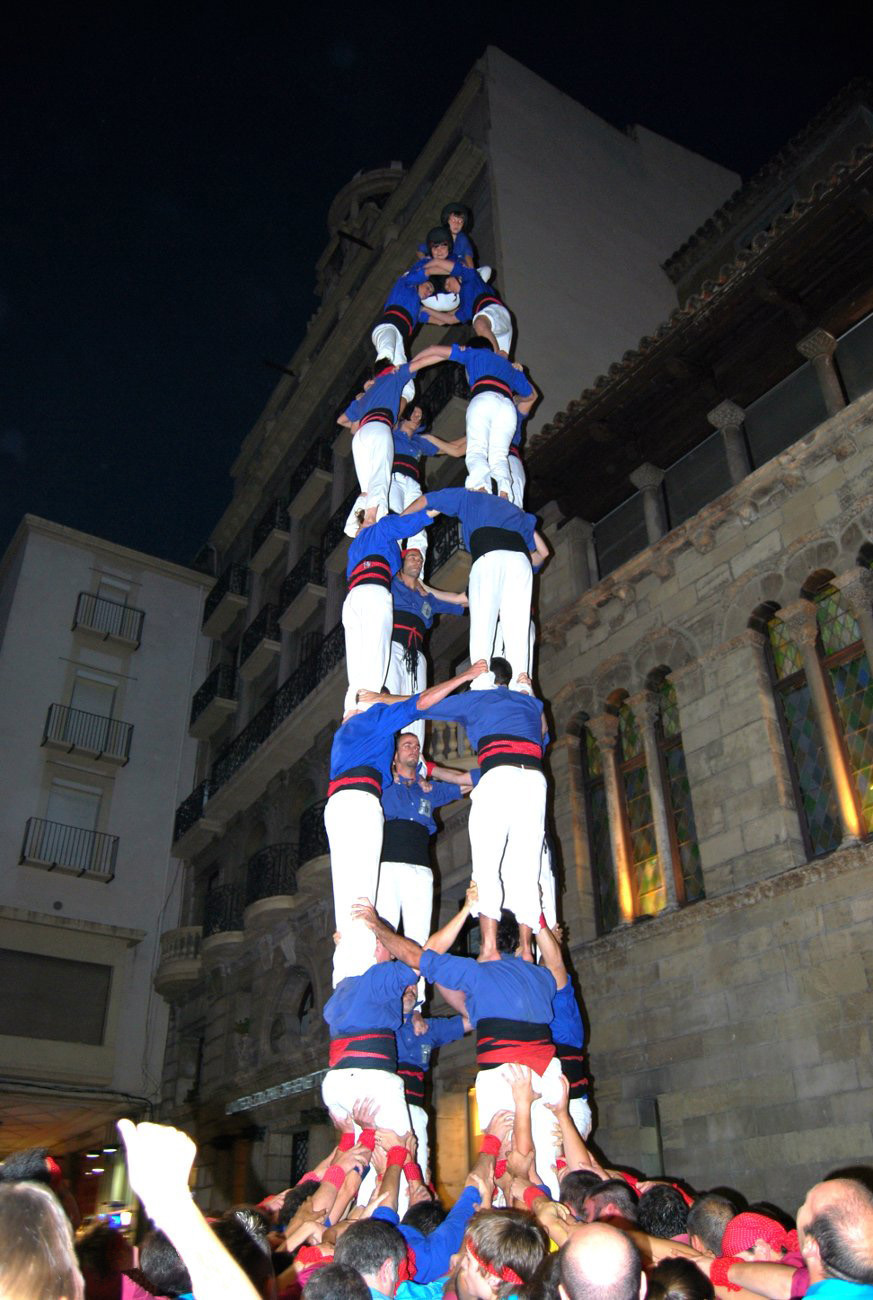
4 de 8 v podání Castellers de Vila de Gràcia ve městě Lleida (24-10-2009)

V následujících sezonách postupně začali být známi jako colla osmi, ale k největšímu skoku došlo v roce 2013, kdy postavili 2 de 8 amb folre a další důležité věže o výšce 8 - 5 de 8 (Reus), 4 de 8 amb l'agulla (Vilafranca del Penedès) a dále pilar de 6 během Mercè.

### První věže o výšce 9
Během roku 2013 došlo k dalšímu překvapení. Na concursu 2012 se pokusili o 3 de 9, ovšem bez úspěchu, ale díky usilovnému tréninku během zkoušek se jim podařilo v říjnu 2013 postavit (nikoli rozebrat) 3 de 9 amb folre u příležitosti Diada del Roser (Vilafranca del Penedès). Sestavit (již včetně rozebrání) se jim podařilo až v srpnu 2014 během Festa Major de Gràcia. Dalším úspěchem bylo sestavení 3 de 8 amb l'agulla u příležitosti Diada de la Mercè, společně s 3 de 9 amb folre a 4 de 9 amb folre. Pro tuto kombinaci se používá název Tripleta Gracienca. Tu si dále zopakovali u příležitosti concursu v Tarragoně v říjnu stejného roku a zajistili si tak 5. pozici.
Colla z Grácie je také již od prvních měsíců své existence doprovázena vlastní skupinou grallers (čti grajers), která kromě toho, že doprovází hudbou každé vystoupení castellers, slouží také jako škola hry na hudební nástroj gralla.
V roce 1999 bylo uděleno Castellers de Vila de Gràcia čestné vyznamenání města Barcelony. Taktéž se stali členy spolku lidové kultury v Grácii.

## Zkoušky

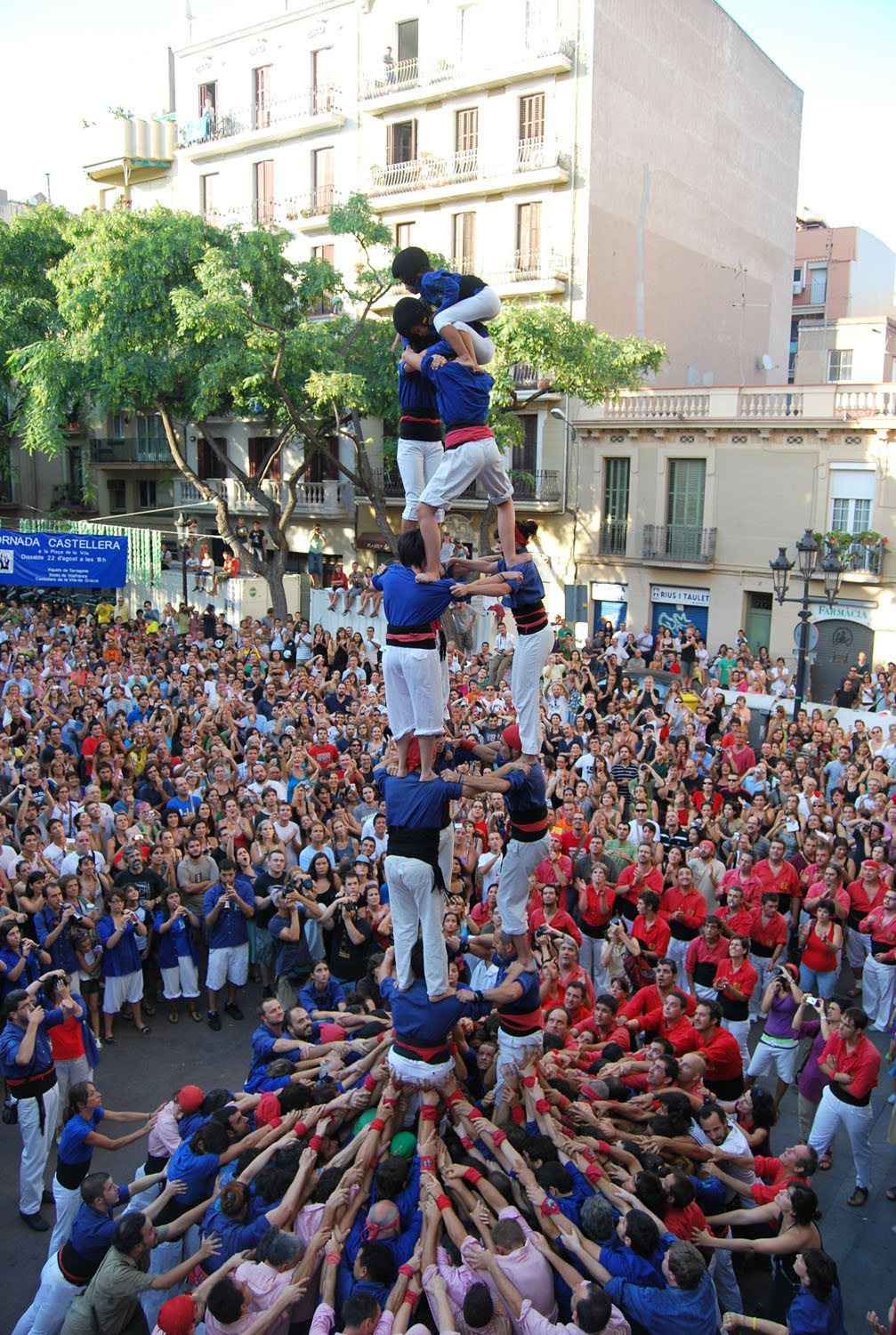
3 de 7 aixecat per sota - finální okamžik. Festa Major de Gràcia (22/08/2009)

Zkoušky Castellers de Vila de Gràcia probíhaly na několika místech čtvrti Grácia. Mezi nejvýznamnější patří škola Josepa Maria Jujola, kulturní centrum této čtvrti a bývalá škola OSI. Od roku 2002 až do roku 2012 probíhaly zkoušky v budově školy Reina Violant (ulice Trilla, č.p.18, Gràcia, Barcelona).
Od roku 2012 se konají v l'Espai Cultural Albert Musons, známý také jako Can Musons (Carrer de n'Alzina, 7, Barcelona). Konají se každé úterý a pátek od 20 do 23 hodin.

## Další aktivity
Od roku 1998 Castellers de Vila de Gràcia vysílají rádiový pořad s castellerskou tematikou, který se nazývá "Terços amunt!" (Třetí patro nahoru!), na vlnách rádia Ràdio Gràcia (107.7 FM). Tento pořad se bez přestávek vysílá až dodnes. V roce 2010 byla pořadu Terços amunt udělena cena Vila de Gràcia za nejlepší komunikační počin.
Nejvýznamnější aktivitou Castellers de Vila de Gràcia, kterou provozují již od roku 2001, je však organizace výzdoby náměstí Plaza de la Vila de Gràcia v průběhu slavností Festa Major de Gràcia.

## Účast v soutěži ve stavění věží v Tarragoně
Castellers de Vila de Gràcia se zúčastnili čtyř ročníků soutěže ve stavění věží v Tarragoně. Níže jsou uvedeny ročníky soutěže, kterých se colla z Grácie zúčastnila, včetně věží, které sestavila, i jejich konečné umístění:
- 19. ročník soutěže ve stavění věží v Tarragoně (2002): 2 de 7, 4 de 8c, 5 de 7 (13. místo)
- 20. ročník soutěže ve stavění věží v Tarragoně (2004): 4 de 8i, 4 de 8c, 5 de 7, 4 de 7a (14. místo)
- 21. ročník soutěže ve stavění věží v Tarragoně (2006): 2 de 7c, 4 de 8c (16. místo)
- 22. ročník soutěže ve stavění věží v Tarragoně (2008): 5 de 7, 4 de 8c, 4 de 7a (15. místo)
- 23. ročník soutěže ve stavění věží v Tarragoně (2010): 4 de 8, 2 de 7, 5 de 7 (11. místo)
- 24. ročník soutěže ve stavění věží v Tarragoně (2012): 4 de 8, 3 de 8, 2 de 7 (15. místo)
- 25. ročník soutěže ve stavění věží v Tarragoně (2014): 3 de 9 amb folre, 4 de 9 amb folre, 3 de 8 amb agulla (5. místo)

## Castellers de Vila de Gràcia ve světě
Vystoupení, která proběhla mimo území hovořící katalánštinou:
- Marseille (2001)
- Carcassonne (2002)
- Sevilla (2005)

Vystoupení, která proběhla na územích hovořících katalánštinou (mimo území Katalánska)
- území Valencie
  - Algemesí (2003)
  - La Xara (Dénia) (2007)
  - L'Alcúdia (2009)
- Roussillon
  - Bao (1998) (1999)
  - Perpignan (2005)
- Baleáry
  - Sant Francesc, Formentera (2010)
  - Eivissa (město), Eivissa (2010)

## Caps de Colla(vedoucí týmu)
Cap de Colla je osobou, která nese největší zodpovědnost za technickou stránku castellerů.
| Jméno                      | Období                    |
| -------------------------- | ------------------------- |
| Joaquim Besaran i Alberich | listopad 1996-červen 1997 |
| Guillem Ortega i Tous      | 1997 (od června)          |
| Jordi Ràfols i Brasó       | 1998-2000-2001            |
| Carles Capellades i Sesé   | 1999-2004-2005            |
| Joan Font i Basté          | 2002-2003                 |
| Oriol Constantí i González | 2006-2007                 |
| Carles Gallardo i Prades   | 2008-2009                 |
| Aleix Vila i Fuertes       | 2010-2011                 |
| Raimon Garriga i Moreno    | od 2012                   |

## Předsedové
| Jméno                           | Období                    |
| ------------------------------- | ------------------------- |
| Ramon Josep Serra i Ruiz "R.J." | listopad 1996-červen 1997 |
| David Palau i Garcia            | 1997 (od června)          |
| Josep Maria Porta i Palau       | 1998                      |
| Roger Gispert i Masó            | 1999-2000-2001-2004-2005  |
| Miquel Moret i Parera           | 2002-2003                 |
| Martí Urgell i Vidal            | 2006-2007                 |
| Miquel Sendra i Pons            | 2008-2009                 |
| Arnau Dòria i Cerezo            | 2010-2011                 |
| Roser Latorre i Tafanell        | 2012-2013                 |
| Oriol Francolí i Andreu         | 2014                      |
| Joan Carles Llibre i Marí       | od 2015                   |

## První úspěšně sestavenévěže
| Věž                         | Datum              | Ku příležitosti                                    |
| --------------------------- | ------------------ | -------------------------------------------------- |
| 3 de 8 a 4 de 8 (zároveň)   | 19. srpna 2015     | Diada Completes de la Festa Major de Gràcia        |
| 3 de 8 amb l'agulla         | 24. září 2014      | Diada de la Mercè                                  |
| 9 de 7                      | 20. srpna 2014     | Diada de Completes de la Festa Major de Gràcia     |
| 4 de 9 amb folre            | 17. srpna 2014     | Festa Major de Gràcia                              |
| Pilar de 7 amb folre        | 29. června 2014    | Festa Major del Camp d'en Grassot                  |
| 3 de 9 amb folre            | 10. listopadu 2013 | XXII Diada dels Xics de Granollers                 |
| 3 de 9 amb folre (carregat) | 27. října 2013     | Diada del Roser                                    |
| 4 de 8 amb l'agulla         | 27. října 2013     | Diada del Roser                                    |
| Pilar de 6                  | 24. září 2013      | Diada de la Mercè                                  |
| 4 de 8 amb l'agulla         | 30. června 2013    | Festa Major del Camp d'en Grassot                  |
| 5 de 8                      | 22. června 2013    | Diada de Sant Pere                                 |
| 2 de 8                      | 19. května 2013    | Aniversari dels Castellers de la Vila de Gràcia    |
| 7 de 8                      | 18. listopadu 2012 | XVI Diada dels Castellers de la Vila de Gràcia     |
| 5 de 8 (carregat)           | 11. listopadu 2012 | XXI Diada dels Xics de Granollers                  |
| 2 de 8                      | 21. srpna 2011     | Festa Major de Gràcia                              |
| 3 de 8                      | 14. listopadu 2010 | XIX Diada dels Xics de Granollers                  |
| 3 de 8 (carregat)           | 24. září 2010      | Diada de la Mercè                                  |
| 4 de 8                      | 17. srpna 2003     | Festa Major de Gràcia                              |
| 4 de 8 car.                 | 6. října 2002      | 19. ročník soutěže ve stavění věží v Tarragoně     |
| 2 de 7                      | 6. října 2002      | 19. ročník soutěže ve stavění věží v Tarragoně     |
| 2 de 7 car.                 | 24. září 2002      | La Mercè                                           |
| 3 de 7 aixecat per sota     | 19. srpna 2001     | Festa Major de Gràcia                              |
| 5 de 7                      | 25. září 2000      | La Mercè                                           |
| 4 de 7 amb l'agulla         | 16. května 1999    | II Aniversari de la Colla                          |
| 4 de 7 amb agulla car.      | 22. listopadu 1998 | II Diada de la Colla                               |
| 3 de 7                      | 26. září 1999      | La Mercè                                           |
| 3 de 7 car.                 | 29. listopadu 1998 | Diada dels Castellers de Badalona                  |
| 4 de 7                      | 23. listopadu 1997 | I Diada de la Colla                                |
| 6 de 6                      | 19. srpna 2000     | Vigílies de Festa Major de Gràcia                  |
| 2 de 6                      | 29. březen 1998    | Solidaritat Nens del Brasil                        |
| 2 de 6 car.                 | 9. listopadu 1997  | Diada de los Castellers de Sant Andreu de la Barca |
| pilar de 5 per sota         | 24. listopadu 2002 | Diada de los Castellers de Badalona                |
| pilar de 5                  | 18. října 1998     | Diada de las collas del 97                         |
| pilar de 5 car.             | 16. srpna 1998     | Festa Major de Gràcia                              |
| 3 de 6 per sota             | 16. srpna 1998     | Festa Major de Gràcia                              |
| 5 de 6                      | 21. září 1997      | La Mercè                                           |
| 4 de 6 a                    | 4. května 1997     | Oficiální vystoupení                               |
| 3 de 6                      | 4. května 1997     | Oficiální vystoupení                               |
| 4 de 6                      | 4. května 1997     | Oficiální vystoupení                               |